# Varnaq
Varnaq (persiska: ورنق) är en ort i Iran.   Den ligger i provinsen Östazarbaijan, i den nordvästra delen av landet, 500 km nordväst om huvudstaden Teheran. Varnaq ligger 1 512 meter över havet och antalet invånare är 470.
Terrängen runt Varnaq är kuperad åt sydost, men åt nordväst är den platt. Runt Varnaq är det tätbefolkat, med 459 invånare per kvadratkilometer. Närmaste större samhälle är Tabriz, 13,9 km nordost om Varnaq. Trakten runt Varnaq består i huvudsak av gräsmarker.